# アストゥリアス州
アストゥリアス州（アストゥリアスしゅう、西：Principado de Asturias、アストゥリアス語：Principáu d'Asturies）は、スペインを構成する自治州の一つ。原語名はアストゥリアス公（Príncipe de Asturias）の領土を意味する。アストゥリアス州はアストゥリアス県1つからなる一県一州の自治州である。州都はオビエド。
イベリア半島の北部に位置し、東はカンタブリア州、南はカスティーリャ・イ・レオン州、西はガリシア州に接し、北岸はカンタブリア海に面している。

## 地理

### 地勢

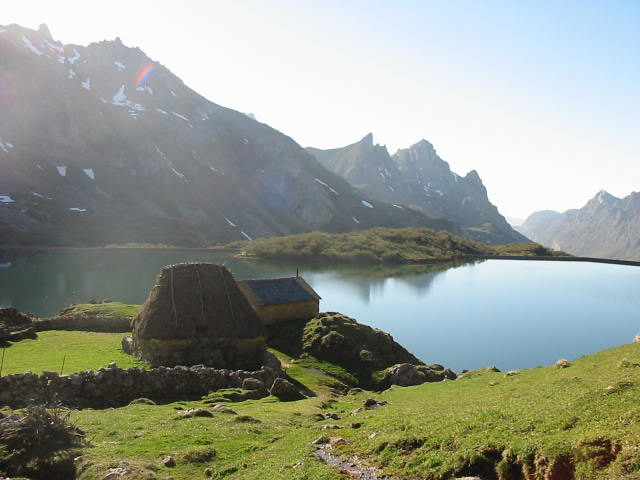
山脈中のソミエドの湖

アストゥリアス州の地理の特徴は、起伏の多い海岸線と、内陸の険しい山地である。海岸線は長く、多くの砂浜、入り江、海岸洞窟がある。険しい崖に区切られた美しい砂浜は、リゾート地となっている。山地では、登山、ハイキング、スキー、ケイビングが楽しめる。
州の西から東に連なるカンタブリア山脈は、南のレオン県との自然県境になっている。山脈のうち州東部の部分は、ピコス・デ・エウローパ（直訳では「ヨーロッパの頂」）と呼ばれ、最高峰は2,648mのトレセレド山である。この地域は、アストゥリアス、カンタブリア、カスティーリャ・イ・レオンの3州にまたがるピコス・デ・エウローパ国立公園として保護されている。

### 気候
アストゥリアスを含むスペイン北部の気候は、中央部や南部に比べて変化に富んでおり、エスパーニャ・ベルデ（緑のスペイン）と呼ばれる。夏は温暖で湿度が高く、晴天が多いが雨も降る。冬は厳しくはないが、急激に冷えることもある。内陸の山地では11月から5月まで雪が降る。年間の降水量は900mm程度で、内陸ほど増える。

### 人口
| アストゥリアス州の人口推移 1900－2010                   |
|                                                         |
| 出典:INE（スペイン国立統計局）1900年 - 1991年、1996年 - |

## 歴史

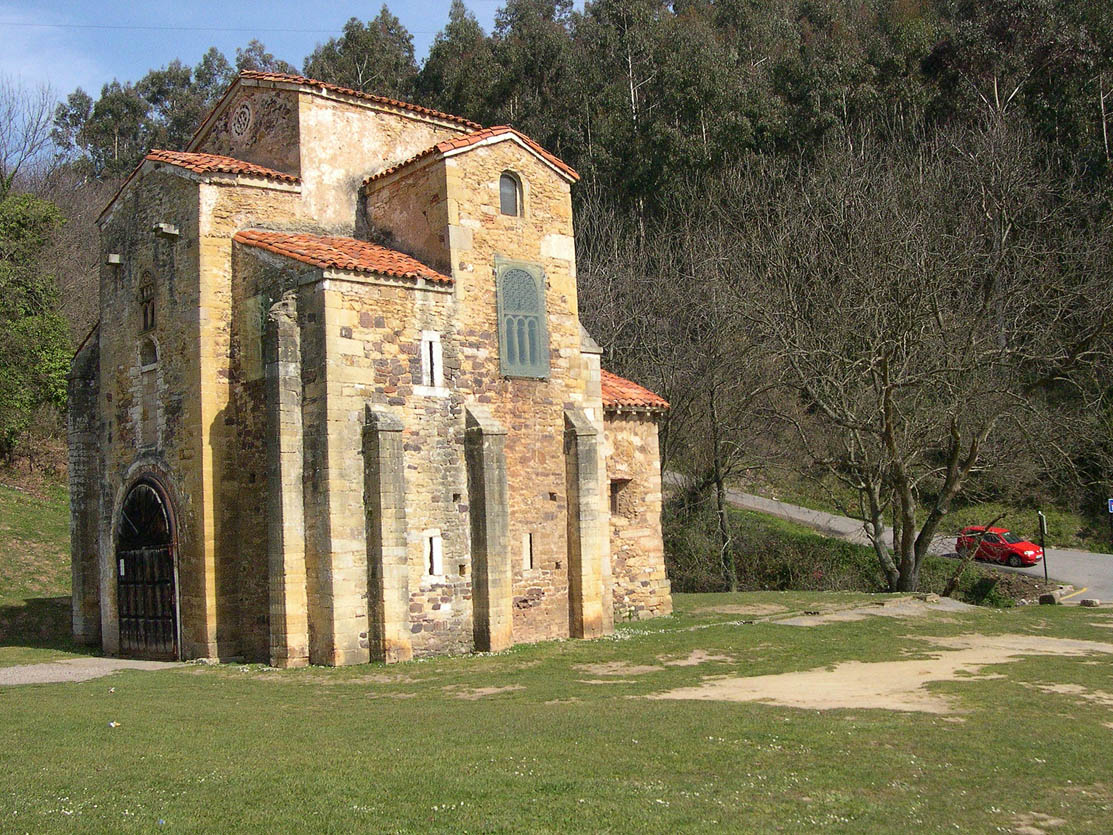
世界遺産のひとつ、サン・ミゲル・デ・リーリョ教会

アストゥリアスはカンタブリアとともに、険しい地形のためにローマ時代、西ゴート時代を通じて中央の実効支配の及ばない地域であった。8世紀初頭にイスラム勢力に征服されたが、718年ごろに伝説的な王ペラーヨがコバドンガの戦いで初めてイスラム軍を破ったといい、のちにこの勝利がレコンキスタの出発点と見なされるようになった。ペラーヨを祖とするアストゥリアス王国はカンガス・デ・オニス、のちにオビエドを首都とし、10世紀にレオンに遷都してレオン王国となった。
1388年、カスティーリャ王フアン1世は、王子エンリケ（エンリケ3世）に「アストゥリアス公」（Príncipe de Asturias）の称号を与えた。これが、カスティーリャ王国、のちスペイン王国の王位継承者の称号となり、現在のレオノール王女まで続いている。
19世紀からは炭鉱の開発が進み、鉱工業が発展した。20世紀前半には、アストゥリアスは労働運動の牙城となった。1933年にスペインに右派の政権が誕生すると、1934年10月に労働者が「アストゥリアス革命」を起こした。ひと月の間、三つの異なる勢力が別の地域を治めていた。これを当時無名の将校だったフランコ指揮の政府軍が鎮圧した。フランコはこの時モロッコ兵を使った。国外兵を使うことはフランコの常套手段となる。
アストゥリアスは19世紀の県制度導入によって「オビエド県」となっていたが、1978年憲法によって自治州制度が導入されると、1981年12月30日に一県一州としてアストゥリアス自治憲章が承認された。一県一州となったのは、レコンキスタの出発点という歴史や、産業発展に対する自信によっている。

## 言語
アストゥリアス州の公用語はカスティーリャ語（スペイン語）だが、アストゥリアス州の固有の言語はアストゥリエス語（アストゥリアス語、伝統的にはバブレと呼ばれた）で、州固有の言語として法律で保護されている。アストゥリエス語の日常的話者はおよそ10万人で、そのほかに第2言語等で言語能力を有する者が45万人以上いるとされる。話者の多くが山間部の集落に居住する。
アストゥリエス語は、俗ラテン語から変化したロマンス語（イベロ・ロマンス語）の一種で、これはイベリア半島の諸言語同様である（バスク語を除く）。カスティーリャ語からの派生ではなくカスティーリャ語と同列だが、しばしばカスティーリャ語（スペイン語）の方言として扱われている。
州西部エオ＝ナビア地域ではガリシア語が話されている。

## 行政区画

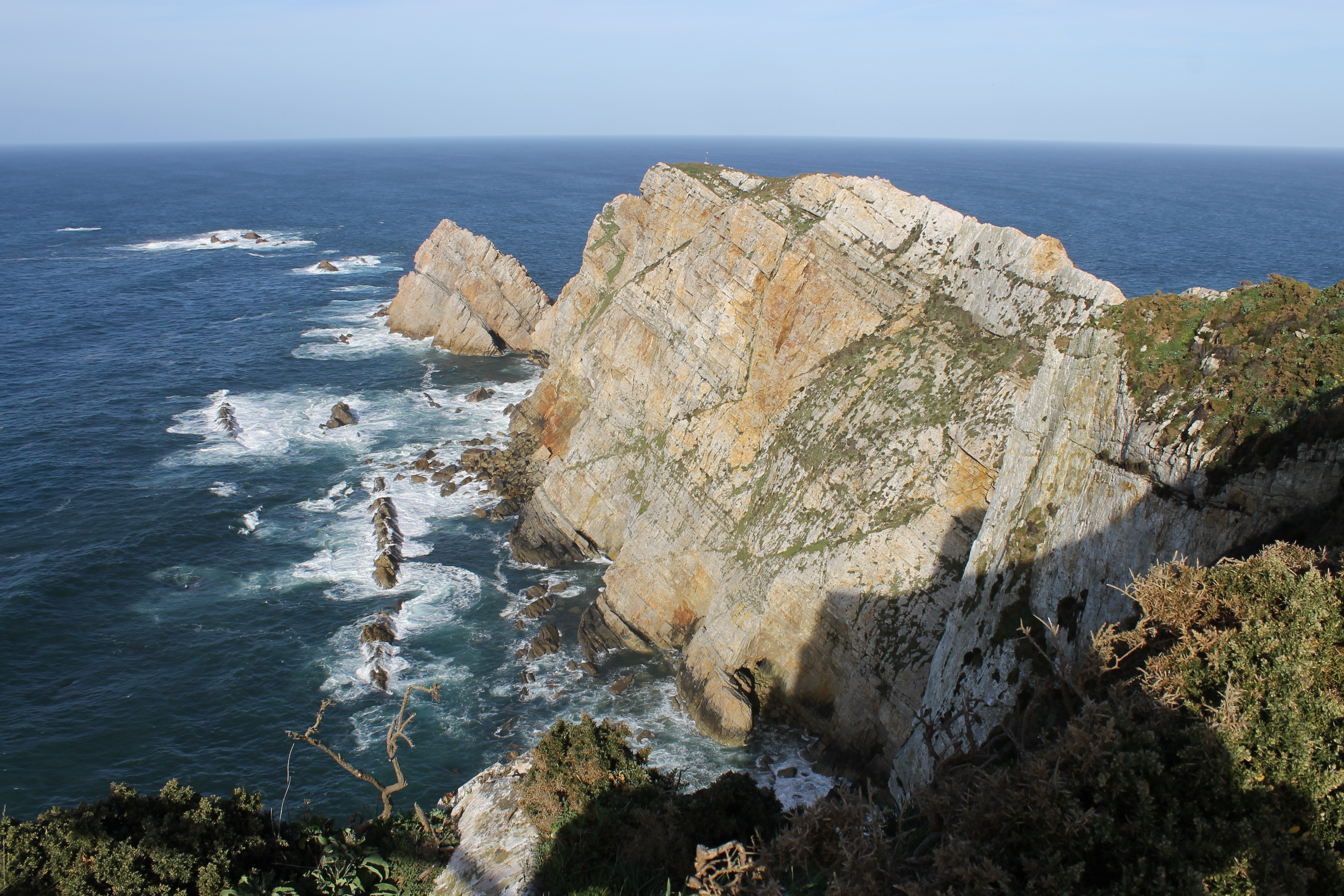
ペニャス岬と大西洋

### 主な自治体 （2010年）
アストゥリアス州には78の自治体がある。最大の都市はヒホン。
| 順位 | 自治体                                   | 人口    |
| 1    | ヒホン                                   | 277,198 |
| 2    | オビエド                                 | 225,155 |
| 3    | アビレス                                 | 84,202  |
| 4    | シエーロ                                 | 51,730  |
| 5    | ラングレーオ                             | 45,397  |
| 6    | ミエーレス                               | 43,688  |
| 7    | カストリジョン                           | 22,832  |
| 8    | サン・マルティン・デル・レイ・アウレリオ | 18,549  |
| 9    | コルベーラ・デ・アストゥリアス           | 16,109  |
| 10   | ビジャビシオーサ                         | 14,840  |

### コマルカと自治体
| コマルカ           | 構成自治体（太字は中心となる自治体） | 数 | 人口（人） | 面積（km²） |
| ------------------ | --- | -- | ---------- | ----------- |
| アビレス（es）     | アビレス、カンダーモ、カストリジョン、コルベーラ・デ・アストゥリアス、クディジェーロ、ゴソン、イージャス、ムーロス・デ・ナロン、プラビア、ソト・デル・バルコ | 10 |            |             |
| カウダル（es）     | アジェール、レーナ、ミエーレス | 3  |            |             |
| エオ＝ナビア（es） | ボアル、カストロポル、コアーニャ、エル・フランコ、グランダス・デ・サリーメ、イジャーノ、ナビア、ペソス、サン・マルティン・デ・オスコス、サン・ティルソ・デ・アブレス、サンタ・エウラリア・デ・オスコス、タピア・デ・カサリエーゴ、タラムンディ、バルデス、ベガデーオ、ビジャヌエバ・デ・オスコス、ビジャジョン | 17 |            |             |
| ヒホン（es）       | カレーニョ、ヒホン、ビジャビシオーサ | 3  |            |             |
| ナロン（es）       | カソ、ラングレーオ、ラビアーナ、サン・マルティン・デル・レイ・アウレリオ、ソブレスコビオ | 5  |            |             |
| ナルセーア（es）   | アジャンデ、カンガス・デ・ナルセーア、デガーニャ、イビアス、ティネーオ | 5  |            |             |
| オリエンテ（es）   | アミエーバ、カブラーレス、カンガス・デ・オニス、カラビア、コルンガ、ジャーネス、オニス、パーレス、ペニャメジェーラ・アルタ、ペニャメジェーラ・バッハ、ピローニャ、ポンガ、リバデデーバ、リバデセージャ | 14 |            |             |
| オビエド（es）     | ベルモンテ・デ・ミランダ、ビメーネス、カブラーネス、グラード、ジャネーラ、モルシン、ナバ、ノレーニャ、オビエド、プロアーサ、キロス、ラス・レゲーラス、リベーラ・デ・アリーバ、リオーサ、サラス、サント・アドリアーノ、サリエーゴ、シエロ、ソミエード、テベルガ、ジェルネス・イ・タメーサ                       | 21 |            |             |
| 計                 | | 78 |            |             |

### 司法管轄区
州内は18の司法管轄区に分けられる。

アストゥリアス州の司法管轄区

1. カンガス・デ・ナルセーア司法管轄区 - カンガス・デ・ナルセーア、デガーニャ、イビアス[9]
2. レーナ司法管轄区 - アジェール、レーナ、キロス[10]
3. カンガス・デ・オニス司法管轄区 - アミエーバ、カンガス・デ・オニス、オニス、パーレス、ポンガ、リバデセージャ[11]
4. アビレス司法管轄区 - アビレス、カストリジョン、コルベーラ・デ・アストゥリアス、ゴソン、イージャス[12]
5. グラード司法管轄区 - ベルモンテ・デ・ミランダ、グラード、プロアーサ、サラス、ソミエード、テベルガ、ジェルネス・イ・タメーサ[13]
6. シエロ司法管轄区 - ビメーネス、ノレーニャ、サリエーゴ、シエロ[14]
7. カストロポル司法管轄区 - カストロポル、エル・フランコ、グランデス・デ・サリーメ、ペソス、サン・マルティン・デ・オスコス、サン・ティルソ・デ・アブレス、サンタ・エウラリア・デ・オスコス、タピア・デ・カサリエーゴ、タラムンディ、ベガデーオ、ビジャヌエバ・デ・オスコス[15]
8. ヒホン司法管轄区 - カレーニョ、ヒホン[16]
9. ラビアーナ司法管轄区 - カソ、ラビアーナ、サン・マルティン・デル・レイ・アウレリオ、ソブレスコビオ[17]
10. オビエド司法管轄区 - ジャネーラ、オビエド、ラス・レゲーラス、リベーラ・デ・アリーバ、サント・アドリアーノ[18]
11. ジャーネス司法管轄区 - カブラーレス、ジャーネス、ペニャメジェーラ・アルタ、ペニャメジェーラ・バッハ、リバデデーバ[19]
12. ミエーレス司法管轄区 - ミエーレス、モルシン、リオーサ[20]
13. ラングレーオ司法管轄区 - ラングレーオ[21]
14. ティネーオ司法管轄区 - アジャンデ、ティネーオ[22]
15. バルデス司法管轄区 - ボアル、コアーニャ、イジャーノ、ナビア、バルデス、ビジャジョン[23]
16. プラビア司法管轄区 - カンダーモ、クディジェーロ、ムーロス・デ・ナロン、プラビア、ソト・デル・バルコ[24]
17. ビジャビシオーサ司法管轄区 - カラビア、コルンガ、ビジャビシオーサ[25]
18. ピローニャ司法管轄区 - カブラーネス、ナバ、ピローニャ[26]

## 政治
- 2011年アストゥリアス州選挙（Elecciones a la Junta General del Principado de Asturias de 2011）

| 2011年5月22日の自治州選挙 |         |        |          |
| 政党                      | 得票数  | 得票率 | 獲得議席 |
| FAC                       | 177,588 | 29.75% | 16       |
| FSA-PSOE                  | 177,714 | 29.77% | 15       |
| PP                        | 118,930 | 19.92% | 10       |
| IU-LOS VERDES             | 61,513  | 10.30% | 4        |

### 政党
- アストゥリアス市民フォーラム（FAC、Foro de CiudadanosまたはForo Asturias） - アストゥリアスの地域政党。アストゥリアス国民党が分裂することによって2011年1月19日に結党された。2011年5月22日の自治州選挙で177.588票を獲得（得票率29.75％）16議席を獲得。同州の政治勢力第一党となった。

## 文化

### 美術
- フアン・カレーニョ・デ・ミランダ（1614-1684）－バロック期の画家。

### 文学
- ガスパール・メルチョール・デ・ホベジャーノス（スペイン語版）
- レオポルド・アラス
- アルマンド・パラシオ・バルデス（スペイン語版）
- コリン・テジャード（スペイン語版）

### スポーツ
- フェルナンド・アロンソ (1981- ) フォーミュラ1パイロット

### 食文化
- シードラ
- エスカンシアール
- ファバーダ
- カブラレス

## 世界遺産
オビエドなどにはアストゥリアス王国時代の教会が残されている。西ゴートの様式を受け継いだ8世紀から10世紀の建築物で、「オビエドとアストゥリアス王国の建築物」（1985年、1998年拡大、文化遺産）としてユネスコの世界遺産に登録された。